# Rebbie Jackson
Rebbie Jackson (n. 29 mai 1950, Gary, Indiana, SUA) este o cântăreață americană. Născută și crescută în Gary, Indiana, este copilul cel mai mare al familiei de muzicieni Jackson. Ea a concertat pentru prima oară pe scenă alături de frații săi în timpul spectacolelor din Las Vegas, Nevada, la MGM Grand Hotel and Casino în 1974, înainte de a apărea ulterior în serialul de televiziune The Jacksons. Sora ei La Toya s-a născut la a șasea zi de naștere. La 34 de ani, Jackson și-a lansat albumul de debut Centipede (1984). Albumul a prezentat melodii scrise de Smokey Robinson, Prince și fratele mai mic al lui ei Michael, a cărui contribuție (titlul piesei "Centipede") a devenit cea mai de succes lansare single a lui Rebbie. Până la sfârșitul anilor '80, cântăreața a mai lansat alte două albume succesiv: Reaction (1986) și RU Tuff Enuff (1988).
După un hiatus de 10 ani în cariera ei muzicală, Jackson a revenit cu albumul din 1998, Yours Faithfully. Producția albumului, ultima ei până în prezent, a fost o colaborare cu artiști și producători precum Spanky Williams, Men of Vizion, Keith Thomas și Eliot Kennedy. De asemenea, a prezentat contribuții din partea copiilor ei. În 2011, Rebbie s-a angajat în Pick Up the Phone Tour, care este dedicat adolescenților din toată SUA care s-au sinucis.

## Viața și cariera

### Copilăria și tinerețea

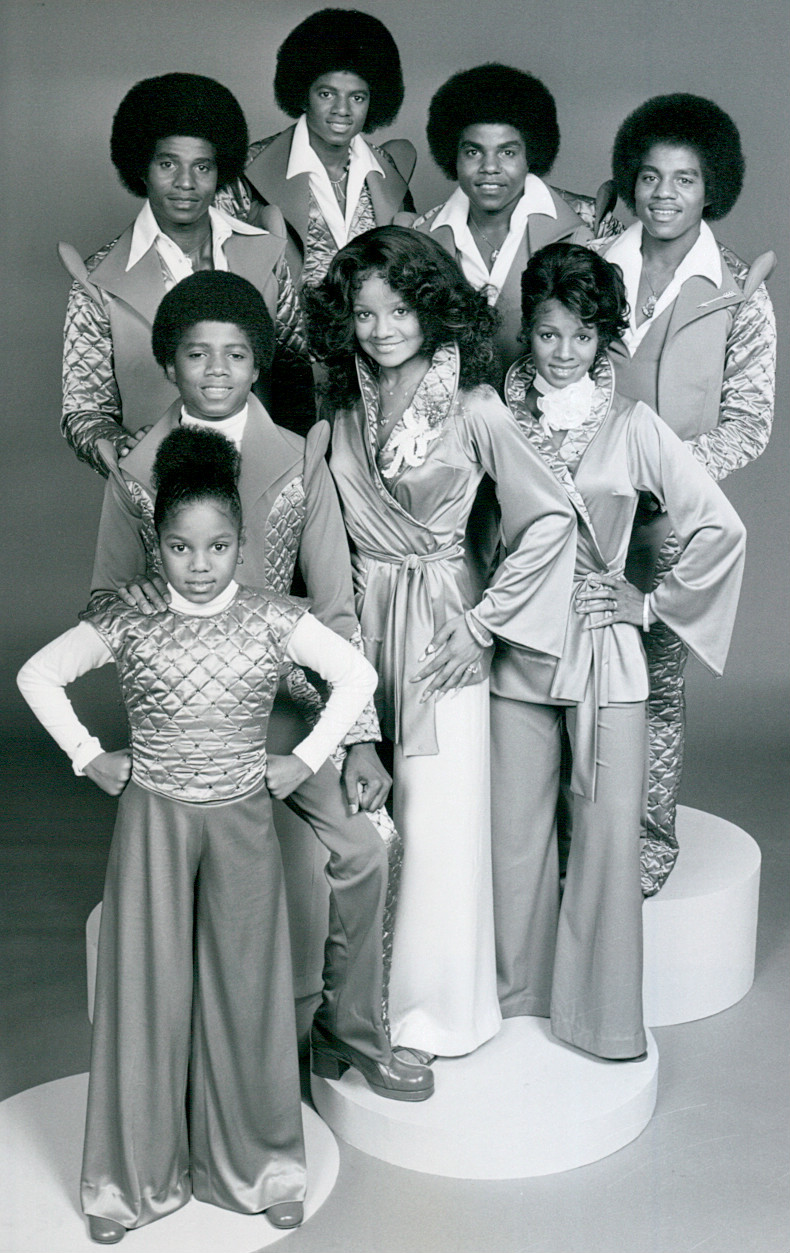
De la stânga, rândul din spate: Jackie Jackson, Michael Jackson, Tito Jackson, Marlon Jackson, rândul din mijloc: Randy Jackson, La Toya Jackson, Rebbie Jackson, rândul din față: Janet Jackson (1977)

Maureen Reillette "Rebbie" Jackson s-a născut în Gary, Indiana, într-o familie cu clase muncitoare la 29 mai 1950. Fiica lui Joseph Walter "Joe" și a Katherine Esther (născută Scruse), ea este cea mai mare dintre cei 10 copii ai lor. Frații ei sunt Jackie, Tito, Jermaine, La Toya, Brandon (d. 12 martie 1957), Marlon, Michael (d. 25 iunie 2009), Randy și Janet. Joseph a fost un angajat al unei fabrici de oțel care a jucat deseori în ritm și trupa de blues (R&B) numită Falcons împreună cu fratele său, Luther.  Soția sa, Katherine, este martora lui Iehova și și-a crescut copiii pentru a urma religia. Rebbie, La Toya și Michael au devenit cei mai devotați dintre copii pe măsură ce timpul a evoluat.  Reflectând asupra vieții sale timpurii, Rebbie a recunoscut într-un interviu din revista anilor 1980 că rolul ei în cadrul familiei a fost cel al unei „a doua mame” pentru frații ei mai mici, pe care i-ar fi avut în grijă, alături de fratele ei cel mai mare Jackie. A absolvit liceul Theodore Roosevelt din Gary în 1968. 

### Cariera timpurie
Rebbie și-a început cariera de cântăreț în 1974, interpretând alături de frații ei în Las Vegas. Emisiunile din Vegas începuseră inițial în aprilie, fără Rebbie; din cauza unei entorse la gleznă, debutul lui Rebbie a fost amânat până în iunie. Cei cinci frați ai săi au fost principalele tragere la sorți, cu Rebbie, Randy, Janet și La Toya, în calitate de fillere pentru spectacole. 
Când Jackson 5 s-a despărțit de casa de discuri Motown în 1976, au semnat la CBS Records și s-au rebranduit ca Jacksons.  În plus, frații au fost semnate la CBS-TV pentru a juca cu familia lor într-o serie de varietăți numită The Jacksons. Spectacolele au avut premiera în iunie 1976 și au prezentat toți frații, cu excepția lui Jermaine, care a ales să rămână cu Motown. Seria inițială a programelor de 30 de minute a fost de patru săptămâni. Datorită succesului ratingurilor, mai multe episoade au fost comandate în ianuarie 1977. Emisiunile au marcat pentru prima dată când o familie afro-americană a jucat vreodată într-un serial de televiziune. Procesul de programe încheiat la scurt timp. 
Înainte de serie, Rebbjlir se gândise la cântarea ei ca doar un hobby privat. Experiența ei de televiziune, precum și o dragoste timpurie pentru muzicale, au determinat-o să devină artist de înregistrare profesională, iar producătorul emisiunii a încurajat-o să cânte. Ea a servit ca solist vocal pentru câțiva muzicieni în această perioadă, precum și cântăreț de cabaret. Ea și-a adus vocea pentru piese ale unor artiști precum Emotions , Sonny Bono și Betty Wright înainte ca a doua sa sarcină să-și oprească cariera muzicală pentru o perioadă scurtă de timp. 

### Centipede
După ani de pregătire, albumul de debut al lui Jackson Centipede a fost distribuit în octombrie 1984 de CBS Records, care o semnase ca artist solo doi ani în urmă.  Albumul a fost lansat doar după ce cântăreața s-a asigurat că viața de familie este sigură și că a petrecut timp cu copiii săi în timpul anilor lor mai mici. Centipede a devenit un succes moderat în clasament, ajungând pe numărul 13 în topul Billboard's Top R & B / Hip-Hop Albums și pe locul 63 în Top 200. Înregistrarea albumului a fost o aventură de familie; a implicat mai multe contribuții din partea rudelor sale. Soțul ei, Nathaniel Brown, a co-scris melodia „Come Alive Saturday Night” cu doi dintre frații soției sale: Randy și Tito. De asemenea, cel din urmă Jackson l-a scris pe „Hey Boy” împreună cu soția sa, Dee Dee.  Cea mai reușită melodie a albumului a fost piesa de titlu care a vândut milioane, „Centipede”.  Scrisă, aranjată și produsă de Michael, melodia a prezentat, de asemenea, faimosul frate al ei și Weather Girls pe vocal.  A ajuns pe numărul 4 pe tabloul de single-uri de culoare și a fost ulterior certificat de aur de către Asociația industriei înregistrărilor din America.  "Centipede" a marcat primul efort al lui Michael de a scrie și produce de la lansarea succesului său Thriller (1982). 
Alte piese din albumul lui Rebbie au inclus versiuni de copertă a pieselor lui Prince ("I Feel for You") și Smokey Robinson and the Miracles ("A Fork in the Road").   Albumul a primit recenzii mixte de la jurnaliști și critici muzicali.  cover versions of songs by Prince ("I Feel for You") and Smokey Robinson and the Miracles ("A Fork in the Road"). The album received mixed reviews from journalists and music critics. Conform revistei Jet, Centipede a marcat apariția lui Jackson ca un „artist de înregistrare legitim” și „a demontat obstacolul major de a demonstra că ea [era] talentată și comercializabilă”.  Odată cu albumul, Jackson a devenit ultimul dintre frații ei care s-a angajat într-o carieră de înregistrare și ultimul din linia care a lansat materialele de succes.
Ulterior, Rebbie a dezvăluit că mai multe discuții au avut loc la momentul lansării Centipede cu privire la faptul dacă ar trebui să utilizeze numele de familie Jackson sau nu. Pentru început, Rebbie nu a vrut să-și folosească prenumele de fată, dar mai târziu a motivat că este o prostie să-i refuzi moștenirea. Ea a explicat că, totuși, a făcut un compromis cu utilizarea numelui de familie pe coperta albumului Centipede - „Rebbie este mare și Jackson este mic”.  În plus, ea a declarat că succesul fraților Michael și Janet nu a fost o piedică pentru ea, ci a servit ca o îmbunătățire a carierei sale. Rebbie a adăugat că nu trebuie să se îngrijoreze de „recunoașterea numelui”. 

### ReactionșiR U Tuff Enuff
Reaction a servit ca un album de urmărire pentru Centipede, și a fost lansat în octombrie 1986. 
 Albumul a fost înregistrat la Tito's Ponderosa Studios din Los Angeles, California.  Fratele ei Tito a produs Reaction împreună cu David Conley și David Townsend din grupul R&B Surface. Duete au fost prezentate pe album, inclusiv unul cu Cheap Trick solistul Robin Zander și un altul cu Isaac Hayes. 
 Colaborarea Zander-Jackson („ You Send the Rain Away”") a fost lansat sub forma unui single și a ajuns pe locul 50 în topul single-urilor R&B. Duetul lui Jackson cu Hayes, balada "Tonight I'm Yours", nu a fost lansat ca single, deși a primit un aer de joc substanțial. Track-ul ("Reaction") a fost cel mai popular hit din album, ajungând la numărul 16 în topul single-urilor R&B. 
Albumul R U Tuff Enuff a succedat albumul Reaction la lansarea sa în iulie 1988. 
  Jackson a fost mai implicat în producția albumului decât a fost pe lansările anterioare. Ea a declarat la momentul distribuției R U Tuff Enuff că sunetul de pe album diferă de orice făcuse anterior. Jackson a comentat că albumul a fost „mai versatil”, în timp ce a menționat că seamănă cu alte albume, deoarece avea multă muzică dance.  Două single-uri au fost lansate de pe album și clasate pe graficul de single-uri R&B: „Plaything”, care a ajuns în top 10, și piesa cu titlul albumului „RU Tuff Enuff”, care a atins numărul 78. La jumătatea lunii iunie 1988, RU Tuff Enuff ar fi vândut 300.000 de exemplare.  MTV a concluzionat ulterior că albumul „s-a luptat”.  Jackson și-a împrumutat vocala în „2300 Jackson Street” (melodia din albumul 2300 Jackson Street al fraților ei), înainte de a lua un hiatus de la lansarea muzicii.  Jackson a declarat mai târziu că a jucat în întreaga lume în timpul acestui hiatus. 

### Yours Faithfully
„Când fanii vor afla că există un alt Jackson, vor să audă despre ce este vorba. Aceasta poate fi o sabie cu două tăișuri.”—Rebbie Jackson, 1998 source=Rebbie Jackson, 1998, 
În urma unei pauze de 10 ani din muzică, Jackson a semnat cu casa de discuri a fratelui ei Michael, MJJ Music, în 1997. De pe etichetă, Yours Faithfully a fost lansat pe 31 martie 1998. Albumul a prezentat o versiune remixată a succesului „Centipede” de Jackson.  Inițial, cântăreața nu a dorit să prezinte piesa, crezând că aceasta făcea parte din trecut. După ce s-a gândit la asta o vreme, Jackson a simțit că includerea remixului - care prezintă un rap de fiul ei, Austin - ar fi o modalitate bună de a reveni pe scena muzicală. În plus, ceilalți doi copii ai săi, Stacee și Yashi, au contribuit la susținerea vocalelor pentru album. Alte piese ale albumului au inclus "Fly Away", care a fost scris și produs de fratele ei Michael, care a fost și producător co-executiv pentru Yours Faithfully.  Producătorii colegi au inclus Keith Thomas și Eliot Kennedy.  Albumul a prezentat, de asemenea, un duet cu Spanky Williams al lui Men of Vizion, în filmul Spinningy "I Don't Want to Lose You", pe care Jet l-a descris ca fiind o redacție "sfârâitoare".  Yours Faithfully a fost lansat ca single și a atins un vârf la numărul 76 în graficul R&B.   Quohnos Mitchell de la revista Vibe și-a exprimat dezamăgirea în album, etichetând conținutul său "un amestec de canale R&B datate îmbrăcate cu câteva mostre inteligent plasate". 

### Moartea lui Michael Jackson
Fratele lui Rebbie, Michael a murit pe 25 iunie 2009, după ce a suferit un stop cardiac. Slujba lui de pomenire a avut loc 12 zile mai târziu, pe 7 iulie, iar finala a prezentat redări de grup ale imnurilor Jackson „We Are the World” și „Heal the World”.  Corul fost format  din frații lui Michael (inclusiv Rebbie) și copiii regretatului cântăreț.  Ca urmare a serviciului - care a avut loc la Los Angeles, " Staples Center  - Rebbie, împreună cu surorile Janet si La Toya, adresat suporterilor la apropiere LA Livecomplex de divertisment: "Suntem extrem de recunoscători pentru tot sprijinul. Vă iubim pe toți."  În săptămânile de după moartea lui Michael, s-au speculat de surse mass-media că Rebbie va fi îngrijitorul primar pentru copiii răposatului ei frate, Prince, Parisul și Blanket. S-a afirmat că, chiar dacă mama lui Michael și Rebbie, Katherine ar fi acordat custodia copiilor, Rebbie ar avea grijă de frați în fiecare zi la casa Encino a familiei Jackson.  Katherine a fost numită tutorele legal al acestora în august 2009 după moartea lui Michael Jackson.  La începutul anului 2011, Rebbie a anunțat că va începe înregistrarea pentru un nou album, primul său în 14 ani. De asemenea, a cântat în toate statele cu o listă de seturi care conține cele mai cunoscute melodii, unele dintre piesele fraților ei și unele clasice Motown.

### Stilul Vocal
Rebbie Jackson este un contralto cu o gamă de trei octave. Ea are o gamă impresionantă de curele , care rulează până la F# 5 în melodia „Reaction”.

## Viața personală
Anunțul lui Rebbie, în vârstă de 18 ani, că ar vrea să se căsătorească cu dragostea ei din copilărie, Nathaniel Brown, în mai 1968, a creat o diviziune în familia Jackson. Rebbie și-a exprimat sentimentele pentru bărbat și a proclamat că vrea să se mute cu el în Kentucky. Katherine a încurajat-o pe fiica sa să continue uniunea; a simțit că a fi soție și mamă au roluri importante pentru toate fiicele ei să joace. Joe a fost însă împotriva căsătoriei; el dorea ca Rebbie să urmeze pe urmele fraților ei (Jackson 5) și să devină cântăreață. Tatăl ei a considerat că viața de căsătorită o va împiedica să devină un succes în activitatea de divertisment.  Deși Rebbie a luat lecții de clarinet, pian și dans în copilărie, nu avea niciun interes în cariera muzicală.  Asta a fost, în ciuda faptului că, potrivit fratelui Jermaine, ea a câștigat mai multe concursuri de canto, duetând cu fratele Jackie. Adolescenta a considerat că o casă fericită este mai reconfortantă și mai sigură decât instabilitatea activității de spectacol.  De asemenea, a dorit să părăsească casa familiei pline de dramă pe Jackson Street, precum și să se îndepărteze de tatăl ei de control. Argumentele s-au produs timp de câteva săptămâni înainte ca tatăl ei să se retragă și i-au permis lui Rebbie să se căsătorească cu Brown. Având ultimul cuvânt în această privință, Joseph a refuzat să-și plimbe fiica pe culoar. 
Jackson și Brown au trei copii: 
- Stacee Brown (născut la 5 mai 1971).
- Yashi Brown (născut la 5 octombrie 1977).
- Austin Brown (născut la 22 noiembrie 1985).

Soțul lui Jackson, Nathaniel Brown, a murit de cancer la 6 ianuarie 2013.  Rebbie are un nepot, London Blue Salas (născut la 25 iulie 2005), din partea lui Stacee.

## Discografie

### Albume
| Anul | Albumul                                                                      | Pozițiile de vârf ale graficului | Pozițiile de vârf ale graficului | Vânzări la nivel modial |
| Anul | Albumul                                                                      | Billboard 200                    | U.S. R&B                         | Vânzări la nivel modial |
| ---- | ---------------------------------------------------------------------------- | -------------------------------- | -------------------------------- | ----------------------- |
| 1984 | Centipede - Lansaat: 10 Octombrie 1984 - Casă de discuri: CBS Records        | 63                               | 13                               |                         |
| 1986 | Reaction - Lansat: 9 Martie 1986 - Casă de discuri: CBS Records              | —                                | 54                               |                         |
| 1988 | R U Tuff Enuff - Lansat: 12 Iulie 1988 - Casă de discuri: CBS Records        | —                                | 58                               | 300,000 units           |
| 1998 | Yours Faithfully - Lansat: 31 Martie 1998 - Casă de discuri: MJJ Productions | —                                | —                                |                         |

### Single-uri
| Anul | Single-ul                                                                                                  | Pozițiile de vârf ale graficului | Pozițiile de vârf ale graficului | Albumul | Certificări (praguri de vânzări) |             |
| Anul | Single-ul                                                                                                  | U.S. R&B                         | Billboard Hot 100                | Albumul | Certificări (praguri de vânzări) | RIANZ       |
| ---- | --- | -------------------------------- | -------------------------------- | ------- | -------------------------------- | ----------- |
| 1984 | "Centipede "                                                                                               | 4                                | 24                               | 4       | Centipede                        | - USA: Gold |
| 1985 | "A Fork in the Road"                                                                                       | 40                               | —                                | —       | Centipede                        | —           |
| 1986 | "Reaction"                                                                                                 | 16                               | —                                | —       | Reaction                         | —           |
| 1987 | "You Send the Rain Away"                                                                                   | 50                               | —                                | —       | Reaction                         | —           |
| 1988 | "Plaything"                                                                                                | 8                                | —                                | —       | R U Tuff Enuff                   | —           |
| 1988 | "R U Tuff Enuff"                                                                                           | 78                               | —                                | —       | R U Tuff Enuff                   | —           |
| 1989 | "2300 Jackson Street " (the Jacksons cu Michael Jackson, Janet Jackson, Rebbie Jackson and Marlon Jackson) | 9                                | —                                | —       | 2300 Jackson Street              | —           |
| 1998 | "Yours Faithfully"                                                                                         | 76                               | —                                | —       | Yours Faithfully                 | —           |

## Legăturiexterne
- Rebbie Jackson at Allmusic
- Rebbie Jackson la Internet Movie Database